# Szota Czocziszwili
Szota Czocziszwili (gruz. შოთა ჩოჩიშვილი, ur. 10 lipca 1950 w Ghwlewi, zm. 27 sierpnia 2009 w Gori) – gruziński judoka. W barwach ZSRR dwukrotny medalista olimpijski.
Walczył w kategorii półciężkiej (do 93 kg). Brał udział w dwóch igrzyskach (IO 72, IO 76), na obu zdobywał medale. Największy sukces odniósł na igrzyskach w 1972, zwyciężając w wadze do 93 kg. Cztery lata później sięgnął po brąz w kategorii open. Był srebrnym medalistą mistrzostw Europy (1973, 1974, 1975) oraz brązowym mistrzostw świata (1975) i Europy (1977). Wicemistrz akademickich MŚ w 1974.